# Falz (Verbindungstechnik)

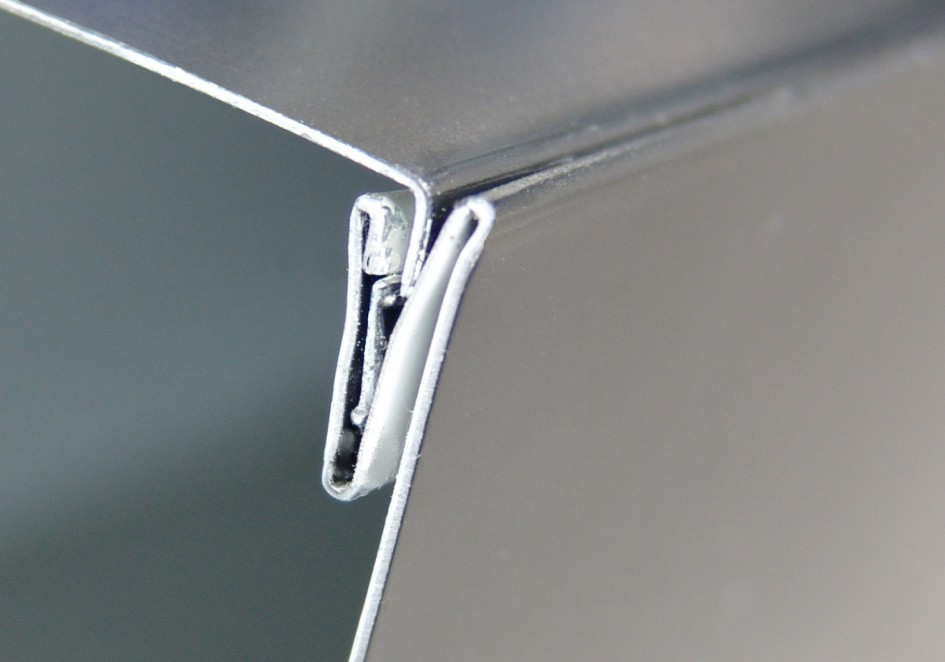
Bei der Schnappfalz-Verbindung eines Lüftungskanals verhakt sich der einfache Falz des oberen Bleches in der Sicke des seitlichen Blechs

Als Falz wird allgemein ein Absatz, eine Kante oder eine Faltung in einem Werkstück verstanden. Falze können auch Fugen, Nuten oder Fasen bilden.
In der Verbindungstechnik wird der Rand von dünnwandigen Blechen um 90° zu einem Stehfalz oder um 180° zu einem Umschlag umgebördelt. Durch weitere Abkantung, das heißt durch Verfalzung, können Bleche formschlüssig miteinander verbunden werden.
Der Klempner nutzt Falzverbindungen zur Herstellung von Kupfer-, Zink-, Blei- und Eisenblechbedachungen an Stelle des Lötens. In der sonstigen Blechverarbeitung können Nietverbindungen ersetzt werden. Beim Bau von Behältern und Lüftungskanälen bieten Falzverbindungen den Vorteil, dass sie relativ luftdicht sind und sich gut gegen den Durchtritt von Flüssigkeiten abdichten lassen.

## Wortherkunft
Es ist wohl schon ahd. falz anzunehmen, in sprachlicher Nähe zu falten – mittelhochdeutsch findet sich das Wort aber auch für die Schneide bzw. Klinge des Schwerts, folglich liegt auch ein Aspekt von ‚scharfkantig‘ zugrunde.

## Funktionsweisen und Herstellung
Je nach der besonderen Ausprägung des Falzes spricht man vom einfachen oder doppelten Falz, vom stehenden oder liegenden Falz sowie auch vom Deckfalz.
Falze und Falzverbindungen an Blechen werden an der Abkantbank vorgenommen. Klempner arbeiten überwiegend mit weichen Blechen, die sich manuell mit Biegezange und Falzschließer verfalzen lassen. Zur Herstellung von Blechdächern werden auch elektrisch betriebene Falzformer verwendet, die an der Aufkantung der Blechbahnen entlanggeführt werden und die beiden benachbarten Bleche in einem kontinuierlichen Arbeitsgang miteinander verfalzen. Die Kontinuierliche Umformung von Blechen wird auch als Walzprofilieren bezeichnet.
Zur Herstellung von Lüftungskanälen dienen Falzformer, Bördel- und Kanalfalzmaschinen.
Bei der Verbindung von Blechen hängt die Dichtheit und Festigkeit der Falz-Verbindung von der Pressung zwischen Falz und eingeschobenem Blech ab. Eine schwache Pressung gestattet die Verschiebung zwischen zusammengefügten Teilen bei Temperaturänderungen. Zur Herstellung von fettdichten Lüftungskanälen für die Abluftführung von Gastronomieküchen wird in den Falz ein Dichtband eingelegt.
Ein einfacher Falz kann auch als Sicke bezeichnet werden. Bei Getränkedosen und Ölfässern werden die Deckel mit dem Korpus verfalzt, siehe Rollsickenfass.

## Verwendung außerhalb der Verbindungstechnik
In Handwerk, Bauwesen und Industrie finden sich Falze meist am Rand von flächigen Werkstücken. Bei Fensterflügeln und Türblättern wird eine Abstufung im Randbereich als Falz bezeichnet. Gegebenenfalls besitzt der Rahmen bzw. die Zarge einen dazu passenden (negativen) Falz. Der überlappende Randbereich zwischen Fenster oder Tür und Rahmen heißt Überfalzung oder Überschlag.

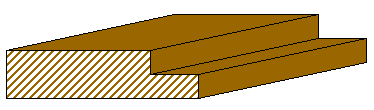
Einfacher Falz am Rand eines Bretts

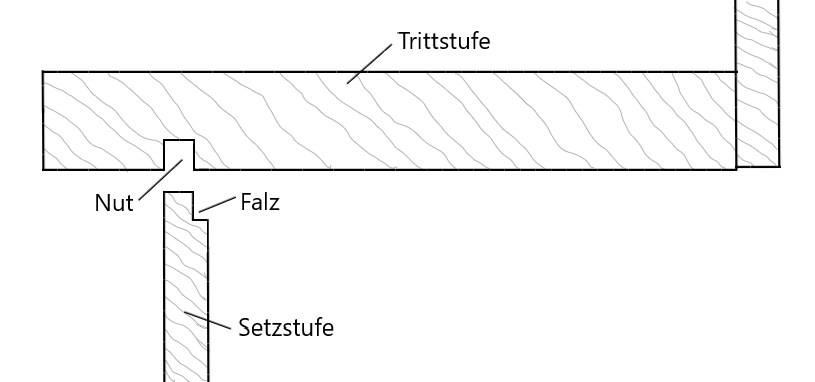
Tritt- und Setzstufe mit Nut und Falz

Bei der Holzbearbeitung wird ein Falz meist mit Hilfe von Werkzeugen wie dem Falzhobel oder der Fräse hergestellt.
Der Falz kommt beispielsweise vor
- als einfacher oder Stufenfalz bei der flächigen Aneinanderreihung von Platten (z. B. plattenförmige Baustoffe wie feste Dämmstoffe)
- seitlich in den Balken einer Holzbalkendecke zum Einschieben von den kurzen Abschnitten der Bretter bzw. Holzschwarten des Fehlbodens
- beim Anschlag von Fenster-, Tür-, Tor- und Ladenflügeln an die zugehörigen Rahmen bzw. Zargen. Der Falz dient hier der Abdichtung gegen Luft und Schall. Mehrere nebeneinanderliegende Falze erhöhen die Zahl der Umlenkungen (in der Art einer Labyrinthdichtung) und verbessern die Dichtfunktion.
- als Kittfalz zur Befestigung und Dichtung von Glasscheiben mit Fenster- oder Glaserkitt und evtl. Glaserecken
- als Sponung bei hölzernen Booten und Schiffen

Auch das Knicken und Falten von Papier wird als Falzen bezeichnet. Buchbinder und die Papierindustrie verwenden hierfür Falzmaschinen.